# Somerset (Massachusetts)
Somerset ist eine Kleinstadt im Bristol County des Bundesstaats Massachusetts in den Vereinigten Staaten. Das U.S. Census Bureau hat bei der Volkszählung 2020 eine Einwohnerzahl von 18.303 ermittelt.

## Geschichte
Somerset wurde erstmals 1677 von Europäern besiedelt und 1790 offiziell als Gemeinde gegründet. Es wurde nach dem Somerset Square in Boston benannt, der wiederum nach der Grafschaft Somerset in England benannt wurde. Es war einst ein wichtiger Schifffahrtspunkt und nach dem Krieg von 1812 einer der Hauptumschlagplätze Amerikas. Im Jahr 1872 wurde sie zum Standort eines großen Kohlehafens, und im frühen 20. Jahrhundert gab es in der Stadt eine große Konservenfabrik. Als jedoch die Industrie des benachbarten Fall River wuchs, absorbierte sie einen Großteil der Industrie von Somerset, und die Stadt nahm mehr und mehr den Charakter eines Vororts an. In der Tat wuchs die Bevölkerung der Stadt während der Weltwirtschaftskrise, da viele Menschen aus Fall River und anderen Orten in den Vorort zogen. Heute ist der wichtigste Industriezweig der Stadt (abgesehen von den Vorstadtdienstleistungen) die Energieerzeugung mit dem Kraftwerk der Montaup Electric Company flussaufwärts (gegründet 1923) und dem Kraftwerk Brayton Point an der Südspitze der Stadt (gegründet 1963). Brayton Point wurde wegen seiner Verschmutzungsprobleme durch die Verbrennung von Kohle stark kritisiert. Es wurde schließlich 2017 geschlossen.
Historisch gesehen hat die Stadt eine Verbindung mit Fall River. Ursprünglich führte die Slade’s Ferry über den Taunton River, um die beiden Städte seit dem späten 18. Jahrhundert zu verbinden. Im späten 19. Jahrhundert verband die Slade’s Ferry Bridge die beiden Städte von der heutigen südlichen Endstation der Brayton Avenue in Somerset bis zur Brownell Street in Fall River und war zweistöckig, mit einer Eisenbahnstrecke auf der oberen Ebene. Die Brücke wurde nach ihrer Schließung im Jahr 1970 aufgrund ihres schnellen Verfalls und ihrer geringen Höhe abgebaut (Der Verlauf der alten Brücke ist noch einigermaßen sichtbar; zwei große Stromleitungen überqueren den Fluss an der gleichen Stelle). Die Brightman Street Bridge gleich nördlich davon wurde 1908 eröffnet. Eine neue Brücke, die Veterans Memorial Bridge, wurde vor der Einweihungsfeier am 11. September 2011 teilweise fertiggestellt. Zunächst war nur die westliche Seite der Brücke für den Verkehr freigegeben. Seitdem sind beide Fahrspuren der Brücke für den Verkehr freigegeben worden.

## Demografie
Laut einer Schätzung von 2019 leben in Somerset 18.129 Menschen. Die Bevölkerung teilt sich im selben Jahr auf in 98,3 % Weiße, 0,5 % Afroamerikaner, 0,3 % Asiaten und 0,5 % mit zwei oder mehr Ethnizitäten. Hispanics oder Latinos aller Ethnien machten 0,9 % der Bevölkerung aus. Das mittlere Haushaltseinkommen lag bei 84.115 US-Dollar und die Armutsquote bei 3,9 %.

## Infrastruktur
Die Stadt wird über die Interstate 195 erschlossen, die über die Braga Bridge von Fall River in die Stadt führt und eine Ausfahrt an der Massachusetts Route 103 hat. Sie ist auch über die Veterans Memorial Bridge verbunden, die vierte Brücke, die den Taunton River zwischen der Stadt und Fall River überquert.